# Santiago Pedraz
Santiago Pedraz Gómez (Salamanca, 11 de junio de 1958) es un juez de la Audiencia Nacional y artista español.

## Biografía
Es el primero de los siete hijos del periodista Santiago Pedraz Estévez, que había sido subdirector de la Agencia EFE. Parte de su infancia la pasó en Costa Rica, donde su padre trabajó como director del Diario de Costa Rica y también como corresponsal.

## Carrera judicial
Ingresó en la judicatura en 1983 y pasó por varios destinos (Villacarrillo, Almería, Cabra, País Vasco, etc.). Fue decano de los Juzgados de San Sebastián. En 1992 acude a Madrid como letrado jefe del área de formación del Consejo General del Poder Judicial. Posteriormente sería titular de Juzgados de lo Penal, de Instrucción, de Primera Instancia y en una sección de lo Penal de la Audiencia Provincial de Madrid. Desde 2003 a 2005 fue Magistrado de la Sala de lo Penal de la Audiencia Nacional de España. Además de ser titular del Juzgado Central de Instrucción Uno ha sido decano de los veinte juzgados de la Audiencia Nacional desde 2008 hasta marzo de 2021. Desde noviembre de 2020 se ha hecho cargo del Juzgado Central de Instrucción Cinco, siendo además Decano Delegado de los Juzgados penales de la Audiencia Nacional. 
Instruyó en su destino de San Sebastián casos mediáticos, como el de las postas que utilizaron policías en 1989 para disolver una manifestación en San Sebastián y el de botellas de agua mineral adulteradas con lejía, también en el País Vasco.

### Trayectoria en la Audiencia Nacional
El 5 de mayo de 2005 pasó a ser titular del Juzgado Central de Instrucción número Uno de la Audiencia Nacional. Apenas tras mes y medio de ejercicio en el puesto comenzaba a adquirir una notable repercusión mediática por su decisión de no procesar al terrorista De Juana Chaos por artículos de opinión que publicó en el diario vasco Gara. La Sala de lo Penal revocó el auto ordenando el procesamiento, si bien luego De Juana fue condenado a una pena mínima en sentencia del Tribunal Supremo, que no fue unánime al existir votos discrepantes, entre los que se abogaba por la absolución. 
En mayo de 2008 fue elegido decano de los jueces centrales de la Audiencia Nacional (Instrucción, Penal, Contencioso-Administrativo, Menores y Vigilancia Penitenciaria), cargo en el que continuó hasta 2021. En octubre de 2012, acordó el archivo de una causa iniciada con ocasión de una gran manifestación ante el Congreso de los Diputados («Rodea el Congreso»), convocada por plataformas del movimiento de indignados, al entender que no suponía delito alguno. Entre los motivos para acordar el archivo alegó el derecho fundamental de libertad de expresión, señalando que «hay que convenir que no cabe prohibir el elogio o la defensa de ideas o doctrinas, por más que éstas se alejen o incluso pongan en cuestión el marco constitucional, ni, menos aún, de prohibir la expresión de opiniones subjetivas sobre acontecimientos históricos o de actualidad, máxime ante la convenida decadencia de la denominada clase política". Esta última frase dio lugar a una amplia polémica en los medios de comunicación.

#### El caso Couso y el principio y fin dejurisdicción universal
Entre los casos de los que ha sido instructor se encuentra la muerte del cámara periodístico, José Couso, en Bagdad, ocurrido en 2003 durante la Invasión de Irak. Dio curso a una comisión rogatoria a Estados Unidos para interrogar como imputados a los tres militares estadounidenses responsables del carro de combate que disparó contra el Hotel Palestina. Viajó en enero de 2011 a Bagdad para realizar una inspección ocular al efecto. Decretó la busca y captura de los citados militares, dada la intervención tiempo atrás del Gobierno español, entonces liderado por José Luis Rodríguez Zapatero, de modificar la normativa legal que permitía a la judicatura española la persecución de este delito internacionalmente. Ello fue debido a las presiones del Gobierno de George W. Bush, lo cual se descubrió más tarde gracias a las publicaciones de Wikileaks. Finalmente tuvo que cerrar el caso en 2015, ante una reforma operada por el Partido Popular en 2014 que suprimió la jurisdicción internacional por crímenes de guerra, de forma que solo serían perseguibles para el supuesto de que los militares residieran en España ( «el flexo no podrá mantenerse encendido»).
En 2008 imputó a responsables políticos chinos por su actuación en el Tíbet; sin embargo tuvo que archivar el caso por el cambio legislativo español en materia de jurisdicción universal. Viajó en 2006 a Guatemala con la intención de interrogar a los ex dictadores Efraín Ríos Montt y Óscar Humberto Mejía Víctores, así como a otros cinco generales, por delitos de genocidio, terrorismo, asesinato, torturas y detenciones ilegales.
En julio de 2011, admitió a trámite una ampliación de la querella inicial por feminicidio, siendo la primera querella a nivel mundial admitida al efecto.

#### Otras causas
Junto con Carlos Ollero y Alfonso Guevara, fue autor en 2005 de la sentencia a treinta y tres dirigentes de Jarrai, Segi y Haika. Llevó otras causas complejas, como la estafa de Afinsa (estafa piramidal por venta de sellos) de un importe de unos 2000 millones de euros, en la que resultaron perjudicadas unas 200 000 personas, con implicaciones en el mercado mundial y especialmente en EE. UU. A la fecha actual han sido condenados los responsables a penas de hasta 12 años de prisión. Igualmente, ha conocido la causa contra los anteriores gestores y consejo de administración del Banco de Valencia, por la irregularidades que supusieron la insolvencia de la entidad bancaria. El Banco tuvo que se intervenido, lo que le ha supuesto al Estado español cerca de 5500 millones de euros (año 2011-12). Ha conocido también del escándalo bursátil de Gowex con cerca de 5000 inversores afectados. Más recientemente incoó una causa contra Mario Conde por delitos de blanqueo, contra la hacienda y organización criminal; mas luego la archivó al no deducir indicio alguno de delito. En 2014 investigó el caso del hijo pequeño de Jordi Pujol, Oleguer Pujol, relacionado con el Caso Pujol. Desde mayo de 2019 investigó el denominado Caso Morodo.
En 2017 investigó en el ámbito de la Real Federación Española de Futbol (RFEF), Federaciones Territoriales y organismos vinculados a ellos como la Fundación y la MUPRESFE, presumiblemente con conocimiento y consentimiento de los principales dirigentes de esos organismos y con la voluntad de enriquecerse y/o favorecer el enriquecimiento de terceros a costa del patrimonio de dichas asociaciones. Así se crearía un entramado que habría permitido la desviación de fondos (tanto públicos como privados) de dichas asociaciones a sociedades vinculadas, estableciendo asimismo un clientelismo tanto en la contratación del personal, que recaería fundamentalmente en familiares, como en la presunta adjudicación arbitraria de contratos de suministro y prestación de servicios a empresas vinculadas, bien directamente o bien a través de familiares,  y mediante la obtención de determinadas contraprestaciones por dichas adjudicaciones, con incumplimiento de sus obligaciones como responsables de los fondos federativos y aprovechándose de los puestos que ostentan.
Ha conocido el denominado caso Gali, papeles de Bárcenas por contrataciones públicas, el caso del 3 %...., y otros de terrorismo y organización criminal, tráfico de drogas y blanqueo de capitales a nivel internacional, defraudaciones y estafas a gran escala.
En 2024 se acordaría el bloqueo de Telegram en España debido a una supuesta infracción de derechos de autor en algunos canales. Según su resolución el juez no pudo contactar con un representante del servicio en España ni en las Islas Vírgenes Británicas cuando las empresas audiovisuales y el Fiscal solicitaron el bloqueo y retiro de contenido de la plataforma. Sin embargo, tras un informe que solicitó a la Comisaría General de Información que apuntaba que la medida podría causar un «claro perjuicio» a muchos usuarios que dependen de esta aplicación, no llegó a ejecutar la orden.

## Condecoraciones
- Orden de San Raimundo de Peñafort. Cruz de Honor.[15]
- Orden del Mérito de la Guardia Civil. Cruz de Plata.[cita requerida]
- Orden del Mérito Policial. Cruz con distintivo blanco.[cita requerida]
- Medalla de bronce con distintivo azul. Generalitat. Mossos d’esquadra

## Otros
La pintura es su gran afición, hasta hace poco oculta pero cada vez más pública y conocida. Sus técnicas son mixtas, muy matéricas, resaltando su fuerza, luz y colorido (“explosión”, “fusión” de colores).Ha participado donando varias obras en subastas benéficas (para el pueblo ucraniano,  la isla de Palma (Club Monteverdi),  la reconstrucción de Alepo (Subastas Segre) y en apoyo a la juventud en situación de vulnerabilidad (Depende de ti. UP2U Project. ICAM) . Ha expuesto algunas de sus obras en diversas Galerías (Madrid: Gaudí y Cutto) (Almería: Kokoro). 
Perfil IG:  @sjpedraz.
https://www.instagram.com/sjpedraz/